# 假病毒科
假病毒科（Pseudoviridae），又譯作偽病毒科、前病毒科，是一種擁有反轉錄酶的單链RNA病毒。該類病毒主要感染真菌和無脊椎動物。

## 分类
此科下有二屬：
- 半病毒屬（Hemivirus），又譯作反轉錄病毒屬。
- 假病毒屬（Pseudovirus）又譯作偽病毒屬。
- 塞尔病毒属（Sirevirus）。